# Nioka Workman
Nioka Workman (* 16. November 1963) ist eine US-amerikanische Cellistin, Arrangeurin und Komponistin.
Nioka Workman, Tochter des Jazzbassisten Reggie Workman, arbeitete ab Mitte der 1990er Jahre in verschiedenen musikalischen Bereichen, u. a. mit Anthony Braxton (Ensemble (New York) 1995), Steve Coleman, Greg Osby (Symbols of Light (A Solution), 2001), Miguel Zenón (Awake) sowie den R&B-Musikern India Arie (Acoustic Soul), Beyoncé Knowles (Dangerously in Love, 2003) und mit Hip-Hop-Musikern wie Kanye West und Jay-Z. Sie gehört dem Uptown String Quartet an, spielte in Ensembles von Kali Fasteau, Cooper-Moore, Anthony Davis, Avery Brooks/Craig Harris (Harlem Gatehouse) und in Reggie Workmans  African-American Legacy Project. Sie arbeitet als Solistin und mit ihrer eigenen Band und mit der von ihr mitbegründeten Formation Sojourner, ein Jazz-Kammerensemble. Ferner  sie gründete The Firey String Company (FSCO) und kooperierte mit verschiedenen Tanzkompanien, für die sie Auftragsarbeiten schrieb und arrangierte. Workman lebt im New Yorker Stadtteil Bronx.